# Aragaki Hideo
Aragaki Hideo (japanisch 荒垣 秀雄; * 19. Juli 1903 in der Präfektur Gifu; † 8. Juli 1989 in Tokio) war ein japanischer sozialkritischer Journalist.

## Leben und Wirken
Aragaki Hideo machte seinen Studienabschluss an der Waseda-Universität und trat in das Zeitungsunternehmen Asahi Shimbun  ein, und zwar in die Abteilung für allgemeine Nachrichten. 1939 wurde er Leiter der Abteilung am Hauptstandort der Zeitung Tokio. 1945 zog er sich aus seiner generellen Arbeit zurück und befasste sich mit dem Schreiben von Leitartikeln. Er übernahm 1946 die Spalte auf der ersten Seite der Zeitung mit der Überschrift „Tensei Jingo“ (天声人語) – etwa „Gottes Wort – Stimme des Volkes“ bzw. „vox populi vox dei“, und das 17½ Jahre lang.
In seine Kolumne ließ Aragaki gelegentlich die durch im Fernen Osten durch die vier Elemente Blumen, Vögel, Wind und Mond (花鳥風月, Kachō fūgetsu) gekennzeichnete Naturanschauung einfließen. Im Laufe der Jahre wurde seine Kolumne sehr bekannt. 1956 erhielt er den Kikuchi-Kan-Preis. Nach seinem Ausscheiden aus dem Unternehmen im Jahr 1963 engagierte er sich in der Naturschutzbewegung und übernahm von 1981 bis 1989 den Vorsitz der „Japanischen Gesellschaft für den Naturschutz“ (日本自然保護協会; Nihon shizen hogo kyōkai).
Zu Aragakis Schriften gehört eine vierbändige Ausgabe seiner „Tensei Jingo“, die 1981 erschien. Weitere Werke sind
- „Sengo jimbutsu-ron“ (戦後人物論) – etwa „Zum Charakter der Nachkriegsgeneration“,
- „Shimbun no manako“ (新聞の眼) – etwa „Blickwinkel der Zeitung“,
- „Kisetsu no johaku“ (季節の余白) – etwa „Blinder Fleck der Jahreszeiten“.